# Nymphon pilosum
Nymphon pilosum är en havsspindelart som beskrevs av Möbius, K. 1902. Nymphon pilosum ingår i släktet Nymphon och familjen Nymphonidae. Inga underarter finns listade i Catalogue of Life.